# 西田無学
西田 無学（にしだ むがく、1850年〈嘉永3年〉 - 1918年〈大正7年〉10月31日）は、明治時代から大正時代初期にかけての宗教家・仏教思想家。法華経に基づいて、先祖供養と在家仏教を主張した。本名：利蔵（としぞう）、号：常不軽無学（じょうふきょうむがく）。

## 人物・来歴
伊勢国飯野郡（現・三重県松阪市）出身。大正初期に神奈川県の横浜に住み、大工の手伝いや灰汁を買いに行くなどという、貧しい生活を送っていた。しかし妻に先立たれ、また2人の身体に障害を抱える子供を養うものの、貧苦の中にあって実子を共に病気で失ったことを契機に、仏立講（現在の本門佛立宗）に入信した。しかし後に仏立講をやめて独自に法華行者として辻説法を行うようになった。この頃から供養の行われぬ諸霊を供養して初めて不幸の因縁を断つことができると確信。明治38年（1905年）2月12日に「先祖供養道」の唱導を始め、無縁仏の戒名を書写しては自宅で供養し、在家が法華経によって先祖供養する行法(在家主義)を確立した。その数は数万体に及んだといわれる。
西田無学の墓は横浜市保土ヶ谷にあり、西田家の子孫が護り、常不軽無学如来の聖地となっている。

## 法華経による先祖供養の行法
西田は、法華経常不軽菩薩品第二十の但行礼拝行を発想の原点とした。そこから、先祖代々の霊を僧侶に供養してもらうことは、自らを他人任せにすることに等しいと批判し、先祖代々の霊と共に自らの仏性を護念することにより共に成仏出来るよう修行・祈願することを説いた。その祈願の際の勤行に用いられるのは、本門佛立宗所為の法華経の開経である無量義経からの抜粋と妙法華経の要文抜粋また同じく結経である仏説観普賢菩薩行法経からの抜粋・若干の祈願唱を編集したもので、他に訓読一部経　平楽寺書店版を使用する。
西田は、仏法における人々の平等性を強調し、既成仏教において布施の金額によって戒名の格付けまでなされている事に強く反発した。そのため先祖代々の諸霊全てに対し生・院・徳という格の高い文字が含まれた9文字の総戒名を付け直し、それを成仏への祈願の象徴として供養するというシステムを作り出した。

## 西田の影響
西田の活動はあまり活発なものではなく、西田の死後は高弟の増子正学（酉吉）によって活動が続けられていた。
西田の死後、久保角太郎は西田の行法に触れる機会があり、大正8年（1919年）から大正9年（1920年）にかけて、増子から学ぶことになった。その後、久保は義姉の小谷喜美と共に、現在の霊友会を創立。法華経による先祖供養を教義の軸に据えた。
戸次貞雄は福島市へ移って活動し、その流れは現在の日本敬神崇祖自修団に至っている。

## 解釈と評価
西田は前述の本門佛立宗への入信経緯から、南無高祖日蓮大菩薩などと記されたままの日蓮宗のお経を使う。青経巻(平楽寺書店)版ではある程度のフリガナ抜粋があるものの霊友会などでも、そのままである。しかし、西田は、日蓮宗など従来の伝統宗派の解釈とは異なり、上記のように法華経と先祖供養を結びつけたが、また法華経に説かれる仏所護念という語義もまた異なる。伝統宗派では、法華経がある所や信じられている所は如来によって護念されているとされるが、西田は、先祖のいる場所やその仏心のある場所は子孫や大衆によって護念されるという新しい解釈を打ち出した。また既成宗派の戒名のランク付けを徹底的に批判したのも、法華経の平等大慧の教えによるものであった。
西田は、既成宗派の僧侶は堕落し在俗の職業と変わらないと見限り、在家信徒の先祖供養は僧侶に任せるのではなく、在家信徒が自ら行わなければいけないと説いた。
西田無学によって提唱された先祖供養は、現在の日本において強い影響を与えている。しかし彼とその活動は、知られることが少なかったため、彼の唱えた「仏所護念・平等大慧」は、近代に至るまで既成の宗派や仏教学からほとんど無視されていた。慶應義塾大学の印度哲学客員教授である由木義文は『西田無学・研究ノート』でこれを指摘し、彼の理念やその行動を正当に評価すべきであると述べている。

## 註
1. ↑  全ての霊の仏性を信じて決して誰も軽んじず、ひたすらに尊重礼拝＝護念すること
2. ↑  これを総称して青経巻と呼称し、霊友会系の教団では根本経典として扱われている